# Эннин

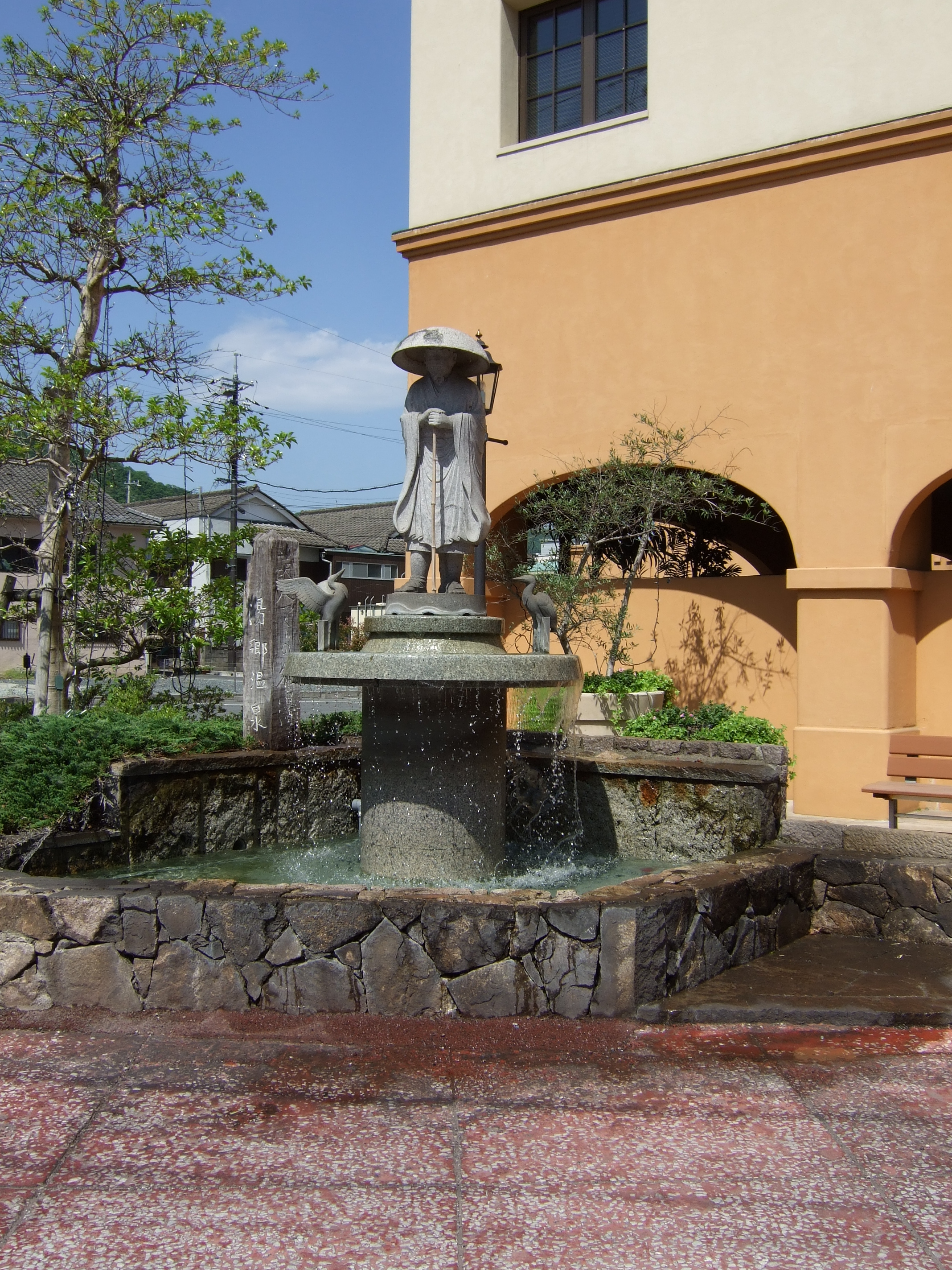
Статуя Эннина у горячих источников Юного, префектура Окаяма

Эннин (яп. 圓仁 или 円仁; 793/794 — 24 февраля 864) — японский монах, глава школы тэндай-сю. Известен по посмертному имени Дзикаку-дайси (яп. 慈覺大師).
Родился в семье Мибу (壬生), в районе, соответствующем современной префектуре Тотиги. В 14 лет принял монашество в Энряку-дзи (延暦寺) на горе Хиэй (比叡山) около Киото. Был учеником Сайтё.
В 838 году направился в Китай династии Тан, странствовал также на территории современной Кореи (государство Силла). В Китае он сначала учился у двух мастеров, затем направился в монастырь на горе Утайшань (кит. трад. 五臺山, упр. 五台山, пиньинь Wǔtái Shān) в провинции Шаньси, а потом поехал в столицу Чанъань.
Эннин вернулся в Японию в 847 году из-за религиозных притеснений, развёрнутых императором У-цзуном (кит. упр. 武宗, пиньинь Wǔzōng). В 854 году он стал настоятелем храма Энряку-дзи и главой школы тэндай-сю. Основал храм Риссяку-дзи Ямадэра (в современной префектуре Ямагата).
Эннин написал более ста книг. Его дневник путешествий в Китай (入唐求法巡礼行記, Нитто: гухо: дзюнрэй ко: ки) был переведён на английский язык профессором Эдвином Райшауэром под названием «Ennin’s Diary: The Record of a Pilgrimage to China in Search of the Law» (New York: Ronald Press, 1955). Эта книга считается одним из лучших описаний путешествий в танский Китай и государство Силла.